# Міодраг Павлович
Міодраг Павлович (серб. Миодраг Павловић; 28 листопада 1928 , Новий Сад, Королівство Югославія  — 17 серпня 2014 , Тутлінген, Німеччина ) — сербський письменник, поет, есеїст, драматург, академік Сербської академії наук і мистецтв, член Європейської академії поезії.

## Біографія
Народився в 1928 році в Новому Саді. Закінчив початкову і середню школу в Белграді, поступив на медичний факультет, де навчався в 1947—1954 роках.
У 1952 році опублікував свій перший збірник віршів під назвою «87 пісень» (серб. «87 песама»). Ця книга стала подією в сучасній сербській поезії, вона стала визначальною у подальшому житті Міодрага Павловича.
У 1960 році Павлович стає драматургом у Національному театрі Белграда. Крім того він працював 12 років редактором у видавництві «Просвєта».
Він багато подорожував, читав лекції в університетах США, Австралії, Індії, Китаю.
Серед найбільш важливих робіт збірки віршів «87 песама» (1952), «Стуб сећања» (1953), «Хододарје» (1971), «Улазак у Кремону» (1989), «Космологија профаната» (1990), «З Христом нетремице» (2001), романи «Други долазак» (2000), «Афродитина увала» та інші. Він написав кілька книг нарисів. Він також є автором кількох антологій поезії, серед яких найвідоміша - «Антологія сербської поезії з XIII по XX століття».